# 首相府 (カナダ)
首相府 (しゅしょうふ、英:Office of the Prime Minister、仏:Cabinet du Premier ministre) は、カナダ連邦政府の権力の中枢の一つである。所在地はオタワにあるパーラメント・ヒルに面したランジュバン棟である。この組織は首相とその補佐官らによって構成されている。補佐官らは首相の決定に対して助言するとともに、首相府を全体として政治的な一団として成り立たせるよう、活動している。官僚が中心の枢密院事務局とは別のものなので、混同に注意すべきである。

## 機能
首相府のもっとも重要な役割は政府の人事任用である。これは本来枢密院における女王が行うものであるが、カナダは立憲君主制なので、首相による助言に依っておこなうのが普通である。首相府は、君主や総督に対して任命すべき候補者を首相が推せるよう、適切な人材を探すことを助ける。こうした人事には、総督、副総督、上院議員、最高裁判所判事、各省庁の委員会委員長、国営企業の長などがふくまれる。首相府にはまたスピーチライターや戦略立案者、広報スタッフなどもいる。彼らは、首相や内閣のメッセージを形づくるとともに、政府や国内で発生したさまざまな出来事について首相に報告し、政党と政府のあいだの連携をとりもつよう、働いている。

## 歴史

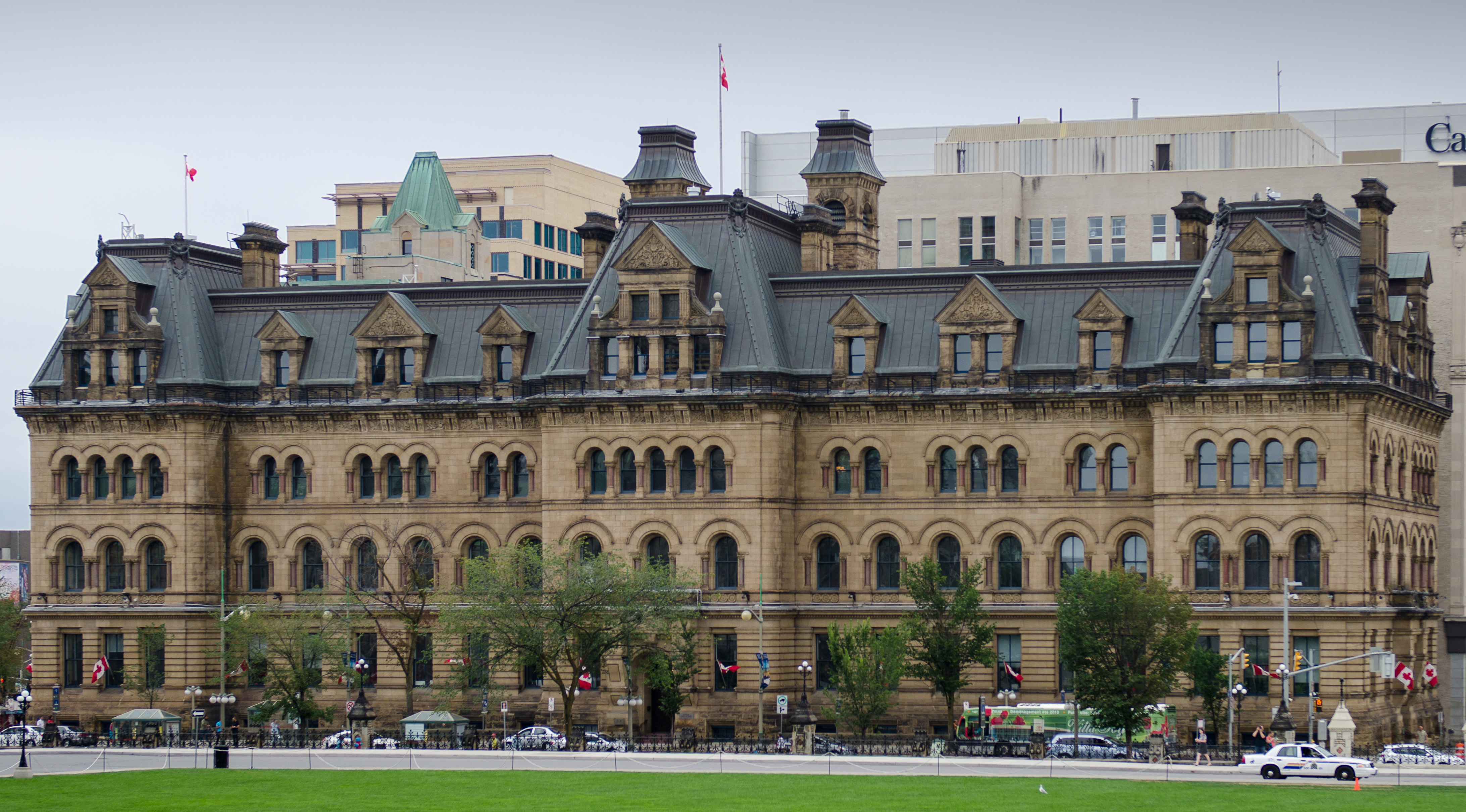
連邦政府ランジュバン棟

1968年にピエール・トルドーが首相になるまでは首相府はあまり有力な組織ではなかった。けれども、彼の就任以降、それまで枢密院事務局がになっていた役割は首相府に移された。これによって、首相府は政権の中枢となり、経済政策や憲法改正などトルドーの多くの政策がここの補佐官らによる助けによって推進された。進歩保守党のブライアン・マルルーニー首相もまた強力で活発に行動する首相府を抱えていた。マルルーニーにとって、官僚たちによる助言は自由党寄りで、補佐官や進歩保守党内からの助言の方が信頼できると思われた。
ジャン・クレティエンが首相に就任すると、首相は首相府の規模と影響力を縮小させた。彼はより直接に内閣に頼ることを選んだ。しかし、首相として在任するうちに、クレティエンはだんだん首相府に頼るようになった。こうしたスタッフには、1993年から2001年まで首席補佐官を務めたジャン・ペレティエや、98年から01年まで人事部長を務め、その後、03年まで首席補佐官になったパーシー・ドーン、さらにはクレティエンの全キャリアに側近として付き添ったエディー・ゴルデンベール上級顧問などがいた。その次に首相になったポール・マーティンはアメリカのホワイトハウスのような機構へと首相府を組織改革した。例えば、広報や政策のような分野に責任をもつ次席補佐官を導入したり、他の閣僚たちのオフィスを監督する役職を作り直したり、首席書記官(Principal Secretary)の地位をふたたび強化したりした。マーティンはさらに首相府職員の昇給も実現している。自由党によるスポンサーシップ・スキャンダルを調査したジョン・ゴメリーは首相府の権限の縮小を提言したが、それにもかかわらずこうした首相府のありかたは現在のスティーブン・ハーパー首相によっても大部分踏襲されている。